# Motí d'Aranjuez
El motí d'Aranjuez va ser una revolta popular produïda entre el 17 i el 19 de març de 1808, durant el regnat de Carles IV, que va comptar amb el suport de Ferran, el príncep d'Astúries, posteriorment nomenat Ferran VII.

## Causes
Espanya es trobava en una greu situació de crisis després de ser vençuda a la batalla de Trafalgar. Les conseqüències d'aquesta derrota van recaure sobre les classes populars, molt disgustades amb el rei Carles IV. Alhora, els aristòcrates estaven descontents amb el mal govern de Manuel Godoy i les seves presumptes relacions amb la reina, Maria Lluïsa de Borbó-Parma, i el clergat temia mesures desamortitzadores. Aquest context  afavorí la creació d'un nucli opositor, al voltant de la figura del príncep d'Astúries, que pretenia forçar l'abdicació de Carles IV i enderrocar Godoy.
El Tractat de Fontainebleau, que van firmar Napoleó i Godoy, amb el permís de Carles IV, entre altres coses, autoritzava les tropes napoleòniques a creuar Espanya per tal d'envair Portugal. Després de la invasió, el gruix de les tropes franceses a l'Estat va seguir creixent, fins a arribar als 65.000 soldats. Els soldats napoleònics ocupaven els punts claus de la península Ibèrica (Madrid, Barcelona, Cadis i Lisboa) controlant d'Espanya amb Portugal, la frontera francesa i Madrid.

## La revolta
La nombrosa presència de tropes va acabar per alarmar a Godoy. La família reial es va traslladar a Aranjuez per poder  marxar en direcció al sud en cas de necessitat i embarcar-se cap a Amèrica, tal com ho havia fet Joan VI de Portugal. Els partidaris de Ferran, els fernandinos, van aprofitar l'avinentesa per aixecar-se contra el rei.
El dia 17 de març de 1808, després que corregués el rumor que els reis eren a la ciutat, soldats, treballadors de palau i camperols, dirigits pels nobles fernandinos, van alçar-se contra el rei. La multitud es va aplegar davant de les portes del Palau Reial i de la casa de Godoy, la qual van assaltar. Godoy va haver d'amagar-se a les golfes entre catifes i no va reaparèixer fins al dia 19 de març, dia en què el van trobar i traslladar a la caserna de la guàrdia de corps. Finalment, intervingué Ferran, veritable cabdill de la revolta. Aquell mateix migdia, Carles IV va abdicar en Ferran, que es va convertir en Ferran VII.

### Conseqüències
Ferran VII va ser proclamat rei d'Espanya. El 24 de març va retornar a Madrid, sent aplaudit pel poble. Carles IV no es va resignar a perdre el tron i va demanar ajuda a Napoleó el qual, davant la feblesa del règim absolutista borbònic, va decidir ocupar el país. Per Napoleó, l'ocupació d'Espanya suposava el control de les índies i del corrent de metalls preciosos procedents de les colònies americanes.

## Festa popular
Els fets es commemoren anualment a les Festes del Motí, que tenen lloc durant la primera setmana de setembre, coincidint amb la fira local. Aquesta celebració va ser declarada d'Interès Turístic Nacional l'any 1990.
L'acte central de la festivitat és la representació del motí. Els veïns de la població es vesteixen amb roba corresponent a la de l'època dels fets i interpreten un guió basat en els Episodios Nacionales de Pérez Galdós. La celebració té lloc als mateixos llocs on es van produir els fets.